# Pfingstfenster (Ploërmel)

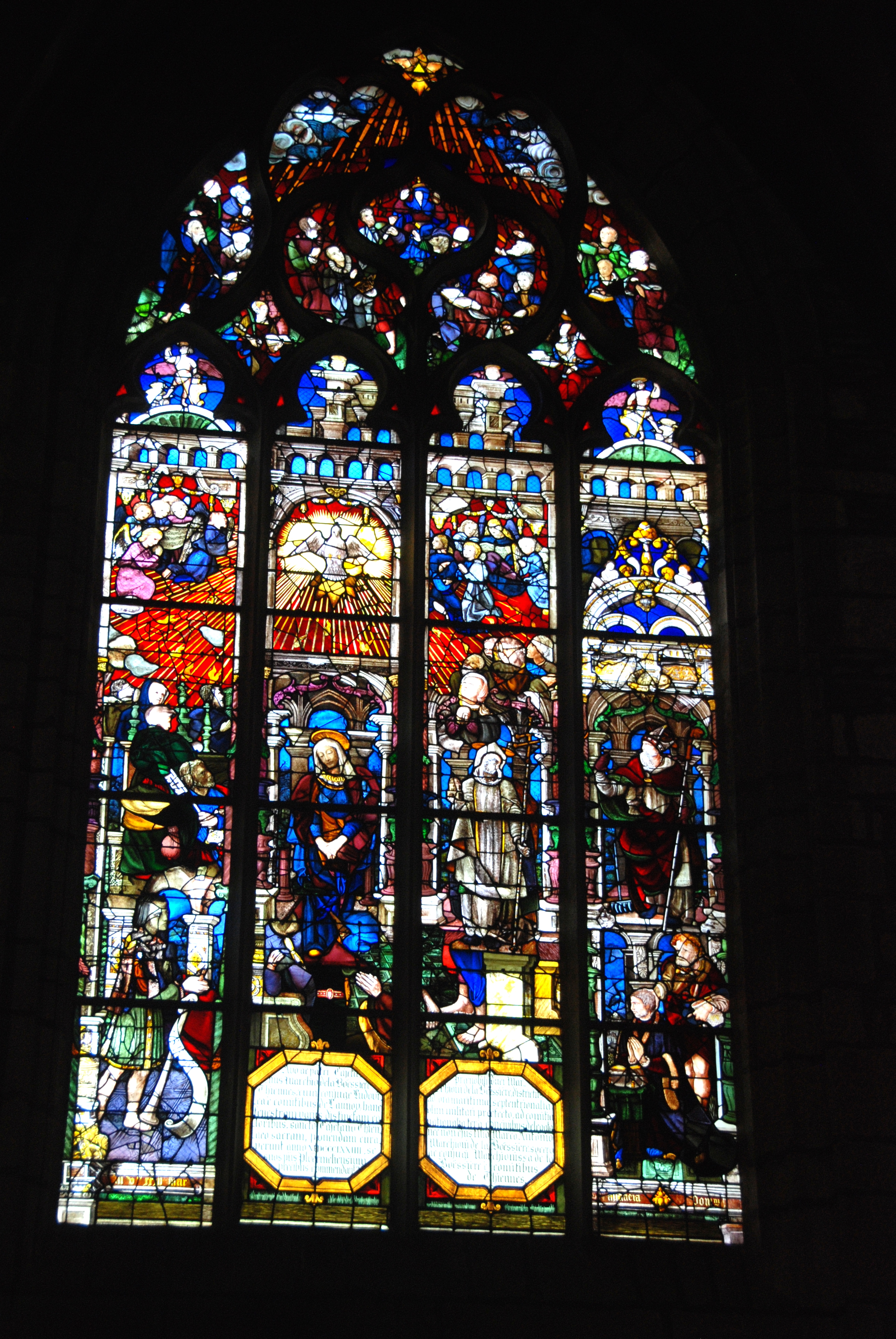
Pfingstfenster in Ploërmel

Das Pfingstfenster in der katholischen Pfarrkirche St-Armel in Ploërmel, einer französischen Gemeinde im Département Morbihan in der Region Bretagne, wurde im 16. und 17. Jahrhundert geschaffen. Das Bleiglasfenster wurde 1907 als Monument historique in die Liste der Baudenkmäler in Frankreich aufgenommen.
Das Fenster wurde von einer unbekannten Werkstatt geschaffen. Das heutige Fenster entstand aus den Teilen zweier Fenster, die 1533 von Yvon Audren gestiftet wurden. Die Szenen Tod Mariens (entstanden 1570) und Mariä Aufnahme in den Himmel (entstanden 1602) wurden ebenfalls eingefügt. Im Maßwerk wird das Pfingstfest mit der Aussendung des heiligen Geistes dargestellt.
Auf dem Fenster sind auch der Apostel Petrus mit Schlüssel und die heilige Anna zu sehen. Rechts unten kniet der Stifter Yvon Audren, neben ihm steht sein Namenspatron, der heilige Ivo Hélory.
Das Fenster wurde 1874 von einer unbekannten Werkstatt und 1970 von Jacques Bony restauriert.
Neben dem Pfingstfenster sind noch weitere Fenster aus der Zeit der Renaissance in der Kirche erhalten (siehe Navigationsleiste).

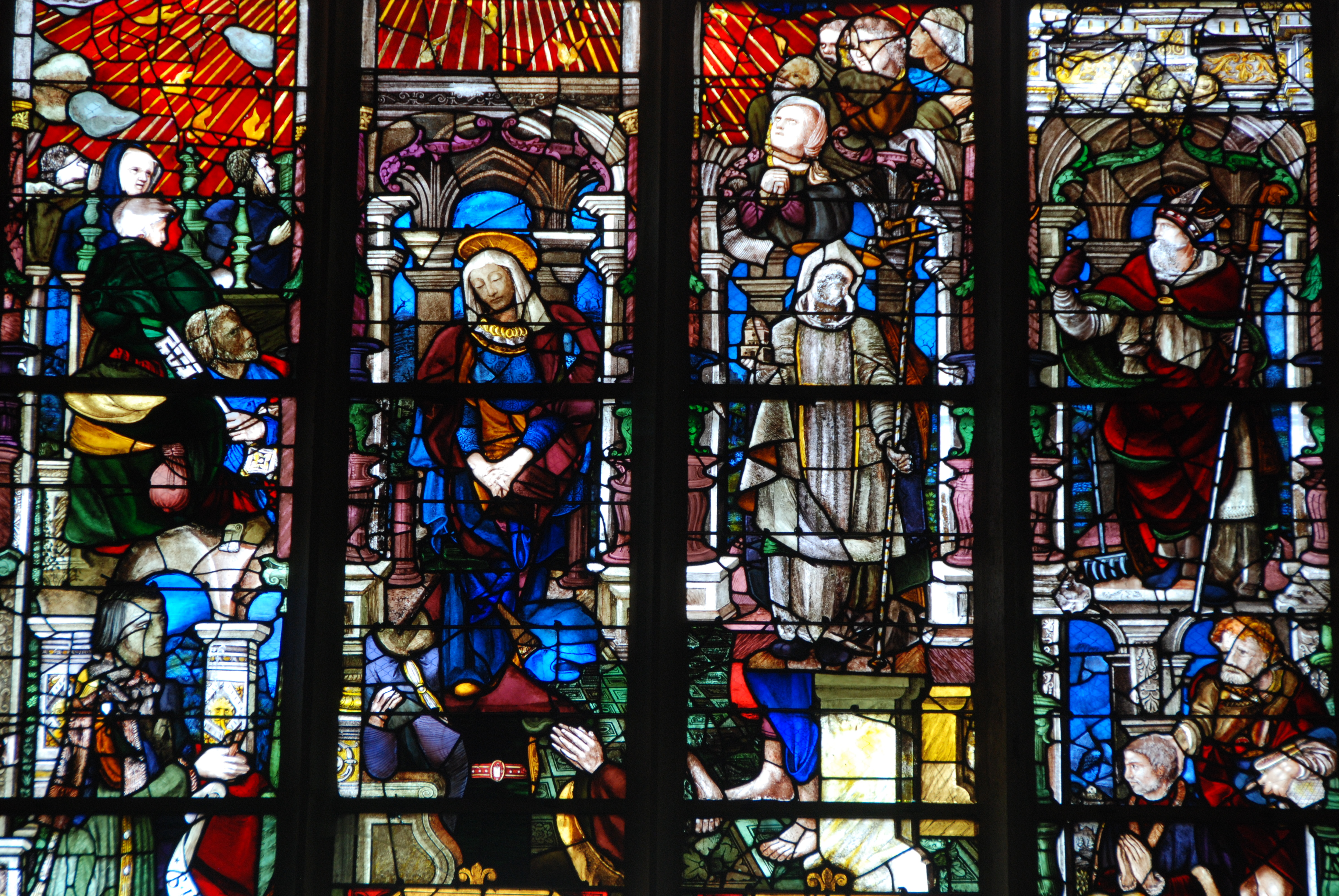
Ausschnitt mit Maria, Petrus und rechts unten dem Stifter Yvon Audren
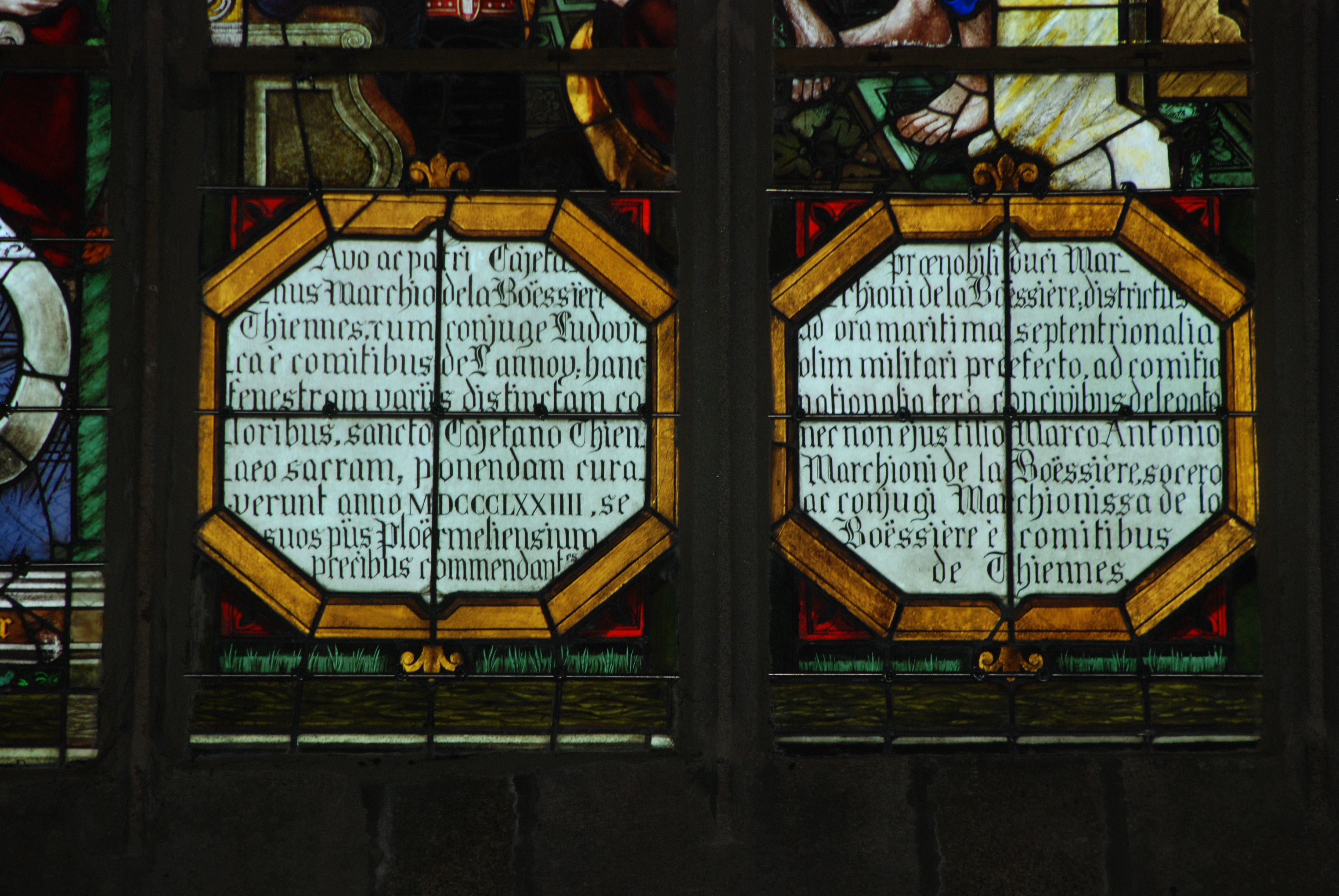
Inschriften